# Edgewood (Maryland)
Edgewood is een plaats (census-designated place) in de Amerikaanse staat Maryland, en valt bestuurlijk gezien onder Harford County.

## Demografie
Bij de volkstelling in 2000 werd het aantal inwoners vastgesteld op 23.378.

## Geografie
Volgens het United States Census Bureau beslaat de plaats een oppervlakte van
46,7 km², waarvan 46,4 km² land en 0,3 km² water. Edgewood ligt op ongeveer 21 m boven zeeniveau.

## Plaatsen in de nabije omgeving
De onderstaande figuur toont nabijgelegen plaatsen in een straal van 12 km rond Edgewood.